# 开粥厂
《开粥厂》是一著名的传统对口相声段子，又名《三节会》，张寿臣演出时曾用名《乐善好施》。甲津津乐道于自己的种种“善行”，开设全年施舍的粥厂，向穷人提供炸酱面、炖牛肉、大饼、饺子等各种物品，又引用似是而非的“圣贤语录”支持自己的说法。特别是在端午、中秋、春节三个重要节日要大开善门，用贯口的形式报出施舍之物的清单，滔滔不绝。但这一切不过是主观臆想，因为还没有发财。作品勾画出小市民虚荣浮夸、觊觎富豪生活而自吹自擂的可悲心态。该作品表演难度较大，大段贯口需快而不乱，字字真切，还要用抑扬顿挫的声韵表现出洋洋自得的陶醉感，给听者以痴人说梦的印象。背诵完毕，也就是从梦境跌回现实之时。作品内涵深厚，形象丰满，语吻夸饰，技巧高超，是一篇不可多得的相声艺术珍品。李德铴、张德泉，张寿臣、陶湘如，马三立、张庆森等多人表演。20世纪70年代后期，马三立、王凤山也经常演出，并于“三节”外另加一段“腊月初八”。

## 历史
《开粥厂》最早的脚本叫《暖厂》，刻画一个自吹自擂、夸夸其谈、信口开河的人。他说他为赈济饥民自己有一个暖厂，免费养活三百多人，管吃管穿管住，每年按端午节、中秋节、春节三大节日施舍特殊供应，包括肉蛋鱼各种点心、各种中西名菜，以及四季衣服，从鹅绒被、呢大氅到夏布大褂、巴拿马草帽等应有尽有。后来，经过前辈相声演员不断地整理充实以后，《暖厂》就逐渐发展成两段相声，一段是从谈一般中西名菜菜名，发展成专说满汉全席的《报菜名》，也叫《菜单子》；另一段是谈三个节日在暖厂里，都施舍哪些东西的《开粥厂》。它开头的“垫话”都不尽相同。1924年表演的“垫话”是从不要以衣貌取人而自夸“我”有很多买卖，电灯公司、电话局、自来水公司都是“我”的，“我”还开了很多饭店、戏院、当铺、绸布店等等转入“我”还开了粥厂周济穷人而入活。1954年马三立表演的“垫话”则另辟蹊径，他着意刻画了一个满嘴云山雾罩说话不着边的小人物，故意引用古书显示自己，却杜撰出半文半白、不伦不类的语言如：曾子曰：“包子有肉不在褶儿上”，曾子曰：“不能饱汉不知饿汉饥。”到曾子曰：“一个羊也是赶两个羊也是放。”前后三次使用，使观众大笑不止。